# رینگو لام
رینگو لام (انگلیسی: Ringo Lam؛ زادهٔ ۸ دسامبر ۱۹۵۵ - ۲۹ دسامبر ۲۰۱۸) کارگردان، فیلم‌نامه‌نویس، و تهیه‌کننده اهل هنگ کنگ بود.
لام کار خود را با ثبت نام در برنامه آموزش بازیگران TVP در سال ۱۹۷۳ آغاز کرد. در این برنامه، او چاو یون فت را ملاقات کرد که بعداً در چندین فیلم با او همکاری کرد. لام پس از ایفای چند نقش بازیگری به کانادا رفت و در دانشگاه یورک در تورنتو در رشته سینما تحصیل کرد. و در سال ۱۹۸۱ به هنگ کنگ بازگشت. و اولین فیلم سینمایی او روح عشق در سال ۱۹۸۳ اکران شد.
لام فیلم شهر در آتش را با دیگر فیلم‌های مشابه که دیدگاهی تاریک از جامعه هنگ کنگ داشتند دنبال کرد. در بسیاری از این فیلم‌ها، چو یون فات بازی کرد. لام در سال ۱۹۹۶ اولین فیلم آمریکایی خود را به نام نهایت خطر با بازی ژان کلود ون دام ساخت. لام تا سال ۲۰۰۳ به کار روی تولیدات فیلم در هنگ کنگ و دو محصول دیگر آمریکایی با ژان-کلود ون دام ادامه داد. در نهایت رینگو لام در تاریخ ۲۹ دسامبر ۲۰۱۸ (۸ دی ۱۳۹۷) در سن ۶۳ سالگی در خانه‌اش واقع در هنگ کنگ درگذشت.

## آثار کارگردانی
- روح عشق (1983) Esprit d'amour
- روی دیگر آقایان (1984) The Other Side of Gentleman
- کوپید وان (1985) Cupid One
- مأموریت دیوانه‌وار ۴ (1986) 4.Mad Mission
- شهر در آتش (1987) City on Fire
- زندان در آتش (1987) Prison on Fire
- مدرسه در آتش (1988) School on Fire
- در جستجوی وحشی (1989) Wild Search
- بالاتر از جنگ (1990) Undeclared War
- نقطه بدون بازگشت (1991) Touch and Go
- زندان در آتش ۲ (1991) Prison on Fire II
- اژدهای دوقلو (1992) The Twin Dragons
- فول کنتاکت (1993) Full Contact
- سوزاندن بهشت (1994) Burning Paradise
- ماجراجویان (1995) The Adventurers
- نهایت خطر (Maximum Risk (1996
- هشدار کامل (1997) Full Alert
- مظنون (1998) The Suspect
- قربانی (1999) Victim
- بدل (Replicant (2001
- به دنبال آقای ایده‌آل (2003) Looking for Mister Perfect
- در جهنم (In Hell (2003
- مثلث (2007) Triangle
- شهر وحشی (2015) Wild City
- آسمان در آتش (2016) Sky on fire
- هفت‌گانه: داستان هنگ کنگ (2022) Septet: The Story of Hong Kong